# نعومي فلوود
نعومي فلوود (بالإنجليزية: Naomi Flood)‏ هي راكبة الكنو أسترالية، ولدت في 17 أبريل 1986 في سيدني في أستراليا.

## وصلات خارجية
- نعومي فلوود على موقع الاتحاد الدولي للكانو (الإنجليزية)
- نعومي فلوود على موقع اللجنة الأولمبية الدولية (الإنجليزية)
- نعومي فلوود على موقع أوليمبيديا (الإنجليزية)
- نعومي فلوود على موقع اللجنة الأولمبية الأسترالية (الإنجليزية)
- نعومي فلوود على موقع الجمعية الدولية للألعاب العالمية (الإنجليزية)